# Ямбаево
Ямбаево (баш. Ямбай) — село в Янаульском районе Республики Башкортостан Российской Федерации. Входит в состав Байгузинского сельсовета. 

## География

### Географическое положение
Расстояние до:
- районного центра (Янаул): 20 км,
- центра сельсовета (Байгузино): 8 км,
- ближайшей ж/д станции (Янаул): 20 км.

## История
Поселения Ямбаево и Мендыш, составившие впоследствии единое целое, основаны в середине XVII века марийцами на территории Осинской дороги. 66 марийцев участвовали в Пугачёвском восстании.
В 1816 году в Ямбаеве отмечено 20 ясачных марийцев в 4 дворах, в Мендыше — 225 тептярей из марийцев в 36 дворах. В 1834 году было 263 тептяря.
В 1842 году у жителей имелось всего 106 лошадей, 115 коров, 177 овец и 55 коз, было 2 мельницы и 515 десятин пашни.
В 1859 году — 290 жителей.
В 1870 году в деревне Мендышево (Ямбаево) 3-го стана Бирского уезда Уфимской губернии в 70 дворах — 352 человека (177 мужчин, 175 женщин), почти все марийцы (а также 10 русских). Имелись 2 водяные мельницы, жители занимались земледелием, скотоводством и пчеловодством.
В 1896 году в деревне Ямбаево (Мендышево) Черауловской волости VII стана Бирского уезда 92 двора и 531 житель (288 мужчин и 243 женщины).
По данным переписи 1897 года в деревне проживало 519 жителей (276 мужчин и 243 женщины), из них 509 язычников.
В 1906 году — 534 жителя.
В 1920 году по официальным данным в деревне был 131 двор и 629 жителей (299 мужчин, 330 женщин), по данным подворного подсчета — 677 марийцев и 1 прислуга в 146 хозяйствах.
В 1926 году деревня относилась к Янауловской волости Бирского кантона Башкирской АССР.
В 1939 году население села составляло 468 жителей, в 1959 году — 406.
Во время Великой Отечественной войны действовал колхоз «Правда».
В 1982 году население — около 270 человек.
В 1989 году — 179 человек (86 мужчин, 93 женщины).
В 2002 году — 126 человек (59 мужчин, 67 женщин), марийцы (99 %).
В 2010 году — 124 человека (58 мужчин, 66 женщин).

## Население
| 2002 | 2009 | 2010 |
| ---- | ---- | ---- |
| 126  | ↗135 | ↘124 |